# René Magnol
René Magnol est un ingénieur du son français. 

## Filmographie
Cinéma
- 1977 : Providence de Alain Resnais
- 1977 : L'Apprenti salaud de Michel Deville
- 1978 : Les Routes du sud de Joseph Losey
- 1978 : Vas-y maman de Nicole de Buron

Télévision
- 1976 : Gouverneurs de la rosée de Maurice Failevic
- 1979 : La Belle Vie,  de Lazare Iglésis
- 1981 : Le Bunker de George Schaefer

## Récompenses
- 1978 : César du meilleur son (avec Jacques Maumont) pour Providence